# Ortleppascaris
Ortleppascaris, nach dem südafrikanischen Parasitologen Reinhold Johannes Ortlepp (1894–1964), ist eine Gattung der Spulwürmer mit vier Arten, die bei Amphibien und Reptilien vorkommen. Die Reptilienparasiten haben Froschlurche wie die Aga-Kröte als Zwischenwirt, wo sie sich in flüssigkeitsgefüllten Zysten im Lebergewebe ansammeln.

## Merkmale
Ortleppascaris sind Ascaridoidea mit breiten, diamantförmigen Lippen mit dünnen Rändern. Eine Rostralplatte und Zahnleiste fehlen, der mediane Lippenpulpalappen ist deutlich. Die Zwischenlippen (Interlabia) sind gering kutikularisiert, bei manchen Arten fehlt die bauchseitige. In der Speiseröhrenregion sind seitliche Verdickungen oder Flügel ausgebildet. Die Exkretionspore liegt näher an den Lippen als am Nervenring, das Ausscheidungssystem ist beidseitig ausgebildet. Der Nucleus liegt in der Verbindung der Filamente. Der Ösophagus ist muskulös und endet in einem  unregelmäßig gelappten Ventriculus, der die Nuclei der Ösophagusdrüsen enthält. Die subventralen Ösophagusdrüsen sind größtenteils auf den Ventriculus beschränkt und der hintere Abschnitt der rückenseitigen Ösophagusdrüsen mündet am Vorderende. Ein Blinddarm ist vorhanden. Weibchen haben einen langen, spitz zulaufenden Schwanz. Die Vulva liegt im vorderen oder mittleren Teil des Körpers. Der Uterus hat zwei Äste. Männchen haben ein schlankes, scharfes Gubernaculum, geflügelte Spicula und ebenfalls einen langen, spitz zulaufenden Schwanz, mit beidseits vier präkloakalen und zwei subventral gelegenen postkloakalen Papillen.

## Systematik
Hodda zählt die Gattung zu den Multicaecinae, nach anderer Auffassung gehört sie zu den Heterocheilinae. Zur Gattung gehören folgende Arten:
- Ortleppascaris alata (Baylis, 1947)
- Ortleppascaris antipini (Mozgovoy, 1950)
- Ortleppascaris nigra Gedoelst, 1916
- Ortleppascaris sinensis Zhao, Wang, Tu, Zhou & Wu, 2016[6]